# Satureja subspicata
Espèce
Classification phylogénétique
Satureja subspicata est une espèce de plantes à fleurs de la famille des Lamiaceae. On la trouve en Italie, en Albanie et dans les pays de l'ex-Yougoslavie.